# Harma (geslacht)
Harma is een monotypisch geslacht van vlinders uit de onderfamilie Limenitidinae van de familie Nymphalidae.

## Enige soort
- Harma theobene Doubleday, 1848